# Língua tai nüa
Tai nüa é um dos idiomas falados pelas pessoas dai na China, especialmente em Dehong. Está relativamente relacionada com outras línguas tai. Os falantes deste idioma na fronteira da Birmânia são conhecidos como Shan. Não deve se confundir com tai lü. Também há falantes de tai nüa na Tailândia.

## Fonologia
O tai nüa é uma língua tonal com uma tabela de sílabas muito limitado sem grupos de consoantes. 16 consoantes de sílabas iniciais podem ser combinadas com 84 sílabas finais e seis tons.

## Consoantes
Tem 17 consoantes:
p, pʰ, f, m
t, tʰ, ts, s, n
k, x, ŋ
ʔ, h, l, j, w
Todas as consoantes exceto o n podem estar ao começo de uma sílaba. Só as seguintes consonantes podem estar ao final de uma sílaba: /p, t, k, m, n, ŋ/.

### Vocais e ditongos
Tai nüa tem dez vogais e treze ditongos:
a, aː, ɛ, e, i, ɯ, ə, ɔ, ou, ou
iu, eu, ɛou; ui, oi, ɔi; əi, əou; ai, aɯ, au; aːi, aːou

## Uso do idioma
Tai nüa tem um status oficial em algumas partes de Yunnan (China), onde é utilizado em sinais e educação.
Muito pouco material impresso é publicado em tai nüa em Chinesa.